# 大覚
大覚（だいかく、1297年（永仁5年）- 1364年5月5日（貞治3年4月3日））は、南北朝時代の日蓮宗の僧。名は妙実。幼名は月光丸。

## 略歴
近衛経忠の子、あるいは後醍醐天皇の皇子と言われ、初めは真言宗の僧であった。1313年（正和2年）京都布教中の日像の説法に共感し、大覚寺の地位を捨てて弟子となった。1342年（康永元年）妙顕寺2世となった。1358年（延文3年）後光厳天皇の命により、雨乞いの祈祷を行い効験が現れた。この功績により、日蓮に大菩薩の号、日朗に菩薩の号、日像に菩薩の号を賜わり、大覚は大僧正に任じられた。その後、大覚は真言宗の福輪寺・良遊と法論して論破し、その寺を改宗させた。これを聞いた松田元喬は、大覚と領内の真言宗の僧を宗論させたところ、真言宗が敗者となり、松田氏は一族をあげて大覚に帰依した。そのことから、備前法華の祖と仰がれる。

## 関連寺院
- 仏住山蓮昌寺（岡山市北区）
- 明光山妙勝寺（岡山市北区）多田頼貞の家臣が館を寺に改めた。天正10年（1582年）能勢頼次が一時落ち延びたという。
- 海雲山妙立寺（岡山県倉敷市）延文元年（1356年）真言宗から大覚が改宗、元和年間に現在地へ移転したという。
- 龍雲山佛乗寺（岡山県倉敷市）文和元年（1352年）真言宗から大覚が改宗した。
  - 龍雲山法福寺 元和年間仏乗寺より分立。
- 圓明山法華寺（岡山県笠岡市）円明山真言寺を延文元年（1356年）大覚が真言宗から改宗した。
- 大覚山妙乗寺（岡山県笠岡市）暦応5年（1341年）大覚が開山。
- 春日山乗福寺（岡山県笠岡市）正平15年（1360年）大覚が開山。
- 光応山圓融寺（岡山県小田郡矢掛町） . 興国9年（1348年）大覚が開山。
- 岸本山覚林寺（岡山県井原市）暦応4年（1340年）大覚が開山。
- 光積山妙昭寺（岡山県井原市）昭和17年（1942年）、鳴石山妙光寺と定長山妙積寺とが合併、現寺号へ改めた。元は大覚開基の寺院。
- 榮昌山妙泉寺（岡山県井原市）延文3年（1358年）大覚が開山。
- 妙法山蓮華寺（岡山県井原市）2世は高松稲荷山妙教寺を開基の日円。
- 金昌山妙善寺（岡山県井原市）康安5年（1365年）大覚が開山。
- 永潤山長泉寺（岡山県井原市）貞治元年（1362年）大覚が開山。
- 漆原山圓信寺（岡山県井原市）胎蔵寺を文和3年（1354年）大覚が改宗した。
- 高原山妙福寺（岡山県井原市）清滝山円妙寺を文和3年（1354年）大覚が真言宗から改宗した。
- 長命山長遠寺 （岡山県高梁市）文亀元年（1501年）大覚が開山。
- 大覚山法華寺（岡山県倉敷市）延元元年（1336年）大覚が建立。明治20年（1887年）現在地へ移転した。
- 大覚山慈源寺（岡山県倉敷市）建武2年（1335年）大覚が建立した。
- 妙見山本住寺（岡山県倉敷市）建武2年（1335年）大覚が建立した。
- 大覚寺（岡山県総社市軽部）大覚が法華堂を建立するが寛文年間までに廃寺となり、明治30年（1897年）頃、瀬川是吉が宝塔再建を計画、大正10年に再建した。
- 清音妙蓮寺（岡山県総社市）大覚開基の法華寺が前身、岡山藩の寛文法難で破却され、元禄年間、信者が小堂を建立し密かに祭祀、位牌堂と称す。昭和30年（1955年）位牌堂を妙蓮寺と改めた。
- 具足山妙本寺（岡山県加賀郡吉備中央町） 日像が開山、2世に大覚が就任した。
- 素南山巨福寺（岡山県高梁市） . 文和4年（1355年）大覚巡錫の地。
- 正木山妙源寺（岡山県真庭市） . 貞治2年（1363年）建立。
- 随縁山本覚寺（岡山県真庭市）　延文5年（1360年）大覚大僧正来錫。
- 金原山妙圓寺（岡山県真庭市） . 延文5年（1360年）大覚大僧正来錫。
- 藤田山成就寺（岡山市北区） 天平勝宝年間に報恩大師が開基。延文3年（1358年）領主の松田左近将監が天台宗であった成就寺に法華宗を強制し改宗した。その折大覚を中興開山とする。
- 臥龍山道林寺（岡山市北区）応永元年（1394年）の建立で、正和2年（1313年）松田左近将監元国が矢坂富山に遷す。建武年間子の元喬が臥龍山に玉松城を築き、観応2年（1351年）孫の元恭が大覚を請じ、三ノ丸に仏殿を造営、道林寺と号する。永禄11年（1568年）玉松城落城時に焼失。天正年間松田家家臣が現在地に再興した。
- 常照山法鏡寺（岡山県備前市） 文和元年（1352年）創建と伝える。
- 立石山松寿寺（岡山市南区）
- 鷲林山妙善寺（岡山市北区） 元弘元年（1331年）真言宗の福輪寺を大覚が改宗し妙善寺となる。寛文6年（1666年）寛文法難で無住となり、宝永5年(1708年)諸堂は廃絶したが、明治30年（1897年）に再興された。
- 経王山本蓮寺（岡山県瀬戸内市）
- 大樹山法泉寺（岡山県和気郡和気町）康永年間大覚巡錫。寛文6年（1666年）寛文法難による不受不施派の禁止で堂宇が荒廃したが、明治9年（1876年）正妙院日寂が堂宇を再建した。
- 大覚山法宣寺（広島県福山市）延文3年（1358年）建立。
- 長息山妙宣寺（広島県尾道市）正平14年（1359年）建立。
- 菩長山妙永寺（広島県福山市）文和4年（1355年）建立。
- 漫延山妙楽寺（広島県神石郡神石高原町）

## 参考資料
- 日蓮宗事典刊行委員会『日蓮宗事典』日蓮宗宗務院、1981年